# تونجاى تشيتين
تونجاى تشيتين (بالتركية: Tuncay Çetin)‏ ولد في أنطاليا عام 1987 ،أتم تعليمه الأبتدائى والإعدادى في أنطاليا. وقدأهتم بالتصوير منذ طفولته، عمل كمصور مساعد وهو في عمر السابعة عشر، وكانت هذه بدايته في مجال التصوير.
حصل على العديد من الجوائز المحلية والعالمية. حصل على أول جائزة عرض من افوستوريا وكان عمره عشرون عاما. حصل على شهادته الجامعية في عام 2008 من جامعة سليمان ديميرال في مجال الصناعات الإلكترونية. وبعدها أكمل تعليمه في قسم التصوير بجامعة البحرالأبيض.
حصل على المرتبة الأولى بمشروع الزهايمر في مسابقة جائزة المصورين الشباب لعام 2011 المنظمة من قبل المجتمع التركي الأمريكي ومشروع القمر والنجوم. وفتح أول معرض خاص به.
حصل على كأس(كويور إيفيسيا نيكولاس) بالإضافة إلى فوزه في كأس العالم للوحة عام 2011.
وفي عام 2012 حصل على الميدالية الذهبية في علاقة العواطف البشرية في مسابقة(تريراندبرج سوبر كيركيوت)
وهو عضو مجلس إدارة جمعية هواة السينما والتصوير في أنطاليا.

## جوائزه
- ثانى أفضل مصور في عام 2009 لجمعية هواة السينما والتصوير في أنطاليا.
- حصل على الجائزة الأولى للمصورين الشباب وكأس(كويور إيفيسيا نيكولاس)
- الميدالية الذهبية في مسابقة(تريراندبيرج سوبر كيركيوت) عام 2012

بوابة تركيا